# Vjačeslav Kurennoj
Vjačeslav Grigorevič Kurennoj (in russo Вячеслав Григорьевич Куренной?; Mosca, 10 dicembre 1932 – Mosca, 23 dicembre 1992) è stato un pallanuotista sovietico, vincitore di una medaglia d'argento all'olimpiade di Roma 1960 ed una di bronzo a Melbourne 1956.